# Croce di Muiredach
La Croce di Muiredach è una c.d. "Alta croce" del X o forse del IX secolo, situata presso le rovine del monastero di Monasterboice, nella contea di Louth, in Irlanda. Ci sono altre due alte croci a Monasterboice; i locali distinguono la Croce di Muiredach chiamandola Croce del Sud. Si tratta del più impressionante reperto di scultura irlandese altomedioevale e, in termini generali, le croci di Monasterboice sono considerate il maggior contributo irlandese alla storia della scultura europea.
L'opera prende il nome da un'iscrizione incisa, intrecciata attorno a due gatti, sul lato ovest della sua base: è una richiesta di preghiera per un uomo chiamato "Muiredach" che avrebbe commissionato la croce. Sebbene non ci sia certezza su questo personaggio, alcuni storici presumono che potrebbe essere Muiredach mac Domhnall (morto nel 923), uno degli abati più celebri di Monasterboice. La croce, in arenaria, è alta 19 piedi (5,8 m) (base compresa) ed è interamente scolpita su tutti e quattro i lati. Sono presenti più di 70 scene, organizzate in pannelli, che rappresentano 124 personaggi oltre ad animali e motivi artistici celtici, in particolare intrecci e spirali. In accordo allo standard delle alte croci, il Lato est del monumento raffigura scene dell'Antico Testamento attorno alla scena centrale del Giudizio universale, il lato ovest raffigura scene del Nuovo Testamento attorno alla Crocifissione di Gesù e i Lati nord e sud rappresentano scene meno figurative, ricche di motivi figurativi geometrici.
Recentemente sono state sollevate preoccupazioni sulle condizioni della Croce di Muiredach e si è suggerito di spostarla al coperto per preservarla dalle intemperie.

## Il monumento e il sito

### Contesto: le "Alte croci" d'Irlanda

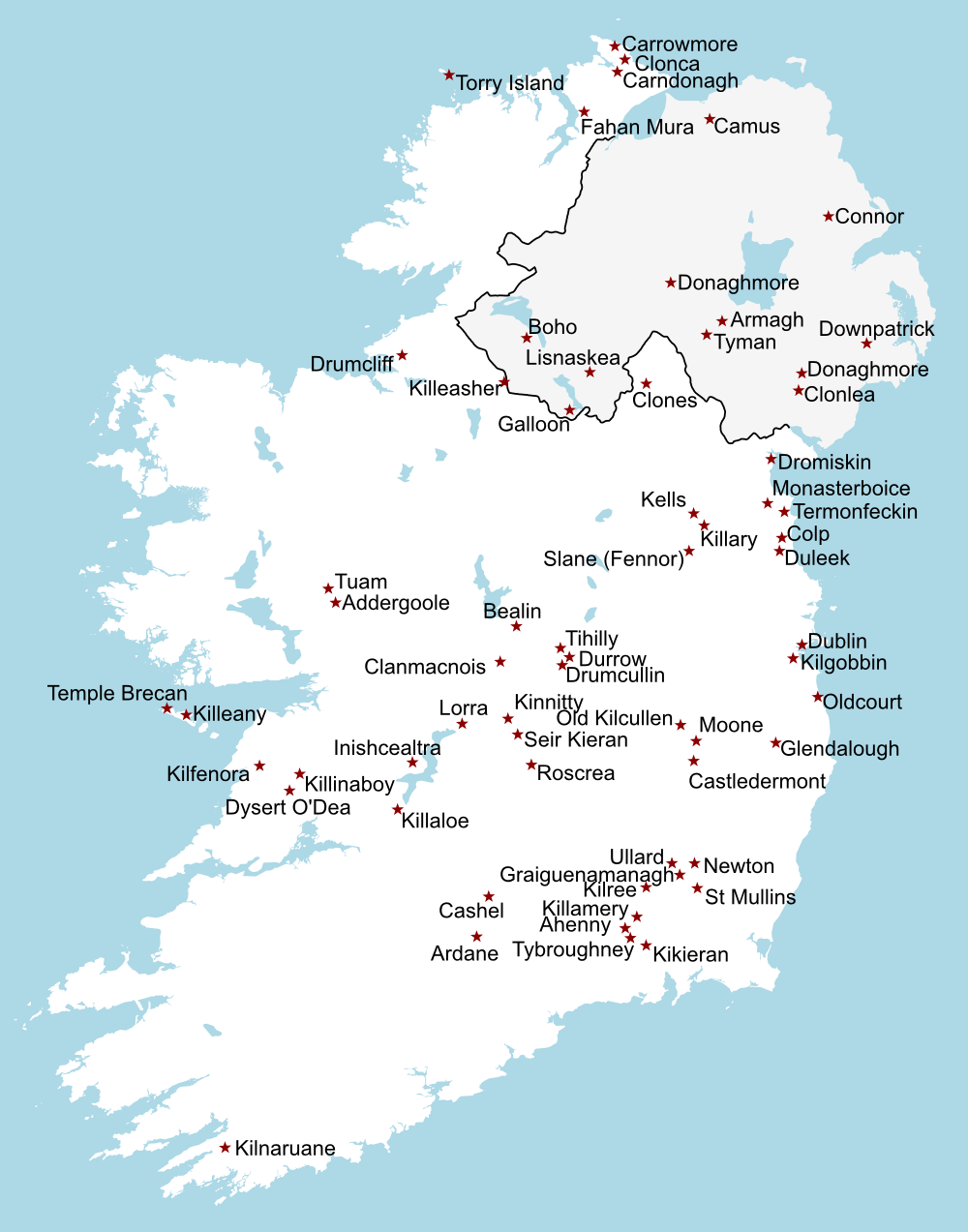
Posizione delle Alte Croci in Irlanda.

Le c.d. "Alte croci" irlandesi sono icone riconosciute a livello internazionale dell'Alto Medioevo ibernico. Si trovano solitamente presso i siti delle prime chiese e possono essere sculture semplici o decorati. Servivano a una molteplicità di funzioni liturgiche, cerimoniali e simboliche: indicavano l'area d'un santuario così come la sede dei mercati. Le croci irlandesi "più grandi"  o "classiche" si trovano nell'abbazia di Durrow, nell'abbazia di Kells e a Monasterboice. Sono sculture decorate con pannelli con inscritti temi biblici che si pensano influenzati dalla tarda antichità e dal primo medioevo romano. Queste alte croci "classiche" costituiscono il più vasto corpus di sculture bibliche d'Europa nell'ultimo quarto del I millennio d.C. Si pensa che i pannelli scolpiti siano stati originariamente dipinti, anche se oggi non sopravvivono tracce di pittura. Su queste alte croci il lato est tende a mostrare scene dell'Antico Testamento e dell'Apocalisse di Giovanni, mentre il lato ovest mostra scene del Nuovo Testamento. Le alte croci possono essere datate dalle iscrizioni che portano ed è pertanto difficile datare la maggior parte delle alte croci spoglie/non decorate. Le prime alte croci, a Kinnity, nella contea di Offaly, sono state datate tra l'846 e l'862 d.C. Sia la croce di Muiredach sia la "Croce delle Scritture" a Clonmacnoise sono state datate intorno al 900-920 d.C. Si pensa che le alte croci abbiano avuto origine come versioni in pietra di croci in legno, più piccole, con pannelli decorati di lamiere di bronzo. Le croci di pietra sono pertanto considerate l'ultimo stadio evolutivo delle alte croci. Si ritiene che le croci irlandesi siano derivate dalle croci di pietra della Gran Bretagna ove divennero popolari nell'VIII secolo.

### Monasterboice

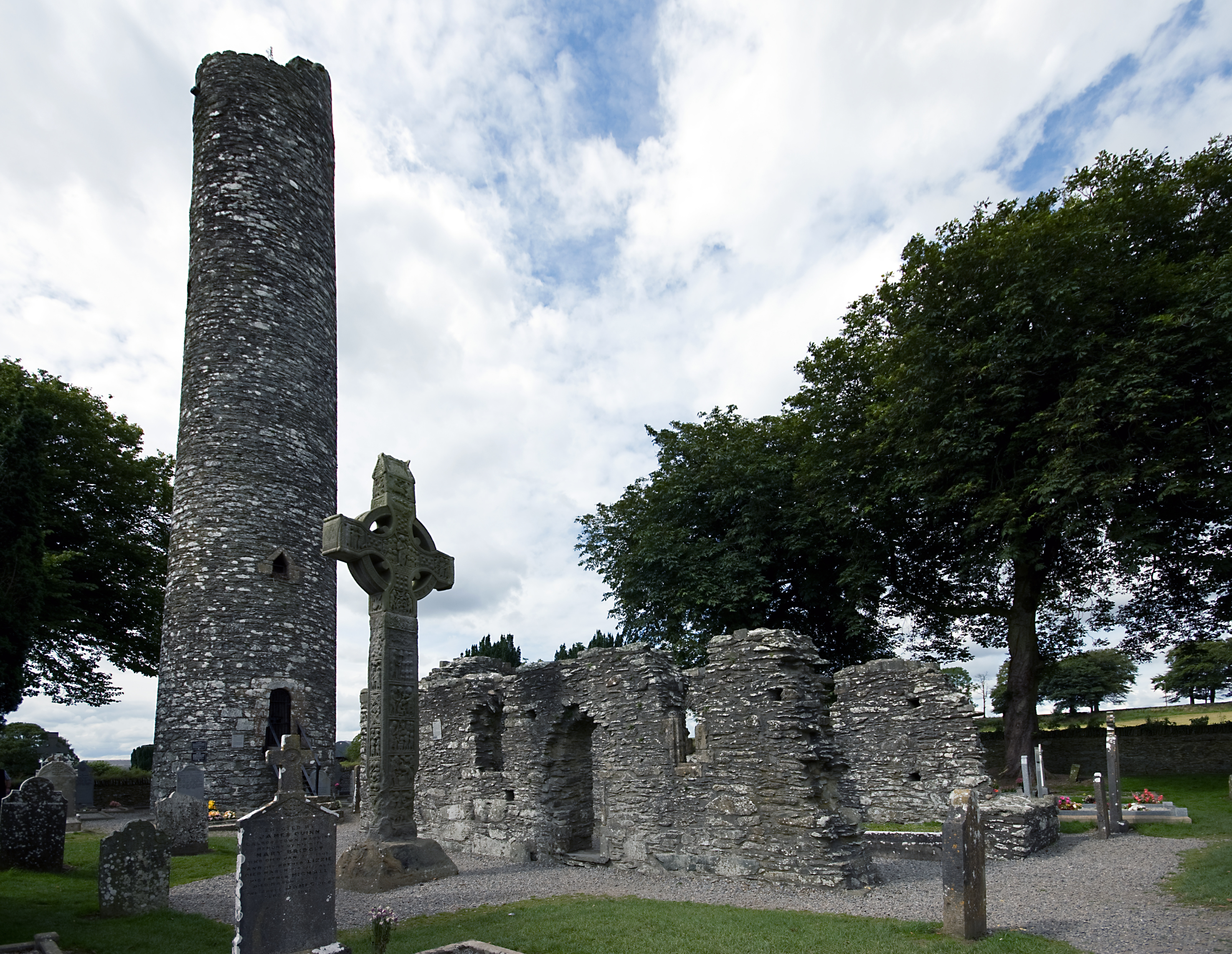
Le rovine di Monasterboice: sono visibili una torre circolare, rovine d'una chiesa e una delle tre croci altomedievali del sito.

La Croce di Muiredach è una delle tre alte croci superstiti di Monasterboice (in gaeilge: Mainistir Bhuithe, "monastero di Buithe"), sito monastico fondato pare nel VI secolo da San Buithe famoso soprattutto per le sue alte croci del IX e X secolo, in particolare la Croce di Muiredach. Queste croci sono tutte fatte di arenaria e sono indicate come croce nord, ovest e sud. Non è certo se si trovano nelle loro posizioni originali. La Croce del Sud è comunemente conosciuta come Croce di Muiredach per un'iscrizione gaelica sul fondo del suo lato ovest: "ÓR DO MUIREDACH LAS NDERNAD IN CHROS", lett. "una preghiera per Muiredach che fece fare questa croce". Si pensa che questo Muiredach sia Muiredach mac Domhnall (morto nel 923), uno degli abati più celebri di Monasterboice e al contempo abate di Armagh e Luogotenente del Regno degli Uí Néill Meridionali. C'è, tuttavia, un altro abate di nome Muiredach che morì nell'844 e un'altra possibilità è che si tratti di Muiredach mac Cathail (morto nell'867) un re il cui territorio comprendeva il sito del monastero.

### La Croce
La croce misura circa 19 piedi (5,8 m) d'altezza compresa la base (2 piedi 3 pollici (0,69 m)) ed è realizzata in arenaria di colore giallo. Il fusto principale della croce è ricavato da un unico blocco di arenaria; la base e la pietra di copertura in alto sono scolpite da pietre separate. La base ha la forma di una piramide tronca di quattro lati. Misura 2 piedi 2 pollici (0,66 m) alto e 4 piedi 9 pollici (1,45 m) in basso; si assottiglia a 3 piedi 8 pollici (1,12 m) di 3 piedi 4 pollici (1,02 m) in alto. L'albero principale è rettangolare, misura 6 piedi 6 pollici (1,98 m) alto; 2 piedi 2 pollici (0,66 m) di 1 piede 8 pollici (0,51 m) in basso. si assottiglia a 2 piedi 4 pollici (0,71 m) di 1 piede 7 pollici (0,48 m) in alto. La pietra più in alto, o chiave di volta, è scolpita a forma di casa, con un tetto spiovente; e ha un terminale a forma di mezzaluna a ciascuna estremità. Si pensa che queste pietre tombali a forma di casa possano rappresentare reliquiari, che, come il Reliquiario di Monymusk, assumevano tipicamente questa forma nel cristianesimo irlandese.
Ogni pezzo della croce è diviso in pannelli decorati con intagli. Gli intagli sono notevolmente ben conservati, tuttavia, in origine avrebbero certamente avuto dettagli molto più fini. Anche così, alcuni dettagli su vestiti, armi e altre cose possono ancora essere chiaramente individuati. Temi biblici dominano i pannelli intagliati; anche se ci sono pezzi che presentano alcune forme geometriche e ornamenti intrecciati.
L'archeologo irlandese del XX secolo Robert Alexander Stewart Macalister ha notato che ci sono 124 figure scolpite sui pannelli della croce, 119 delle quali mostrate in qualche forma di costume. La croce non è dissimile da altre opere d'arte insulare dove l'artista ha rappresentato personaggi in costume contemporaneo. Tutte le figure tranne una sono raffigurate a testa scoperta. L'unico personaggio a volto coperto è Golia che indossa un elmo conico. Generalmente i capelli sono portati tagliati in linea retta sopra la fronte, anche se in alcuni casi si è dimostrato chiaramente riccio. Molte delle figure non hanno peli sul viso, anche se molte di loro portano baffi molto lunghi, con estremità pesanti che pendono fino al livello del mento. Ci sono pochissime barbe rappresentate; i soggetti raffigurati con la barba sono Adamo, Caino, Mosè e Saul. Macalister ha ritenuto che l'artista eccelleva nei motivi geometrici e astratti che appaiono sulla croce. Sull'anello che circonda la testa della croce, ci sono 17 diversi modelli. Macalister ha affermato che i motivi geometrici rientrano in tre categorie: spirale, intreccio e motivi a forma di chiave.

### L'artista
Diversi pannelli della Croce di Muiredach presentano similitudini con la Croce di Durrow: es. i soldati che guardano la tomba nella Resurrezione, la Mano di Dio, i serpenti intrecciati, ecc. Possiamo quindi dedurre che queste due croci furono probabilmente scolpite dallo stesso artista. Altre croci in Irlanda hanno le stesse caratteristiche: la Croce di Kells, la Croce di Columba, la Croce di Market, quella di Castledermot, di Drumcliff, le croci di Ahenny, dell'abbazia di Moone, quelle di Tuam e infine di Dysert O 'Dea.

## Conservazione

### Preoccupazioni per la conservazione della Croce
Recentemente sono state sollevate preoccupazioni sulla sicurezza e la protezione della croce. Nel 2004 Barry McGahon, presidente del Monasterboice Tour Guides, ha dichiarato a un giornale irlandese che non era ben protetto; e ha suggerito che una ringhiera attorno alla croce avrebbe temporaneamente impedito alle persone di interferire con essa. McGahon ha affermato che la croce aveva iniziato a richiedere più tempo per asciugarsi e che sembrava che la pioggia vi stesse filtrando. Ha aggiunto che le piogge acide e l'inquinamento da un'autostrada M1 di recente apertura avrebbero effetti negativi sulla croce. Nel 2008, Peter Harbison, professore di archeologia, ha consigliato di portarli in casa per proteggerli dagli elementi. Affermò che se non fossero stati così protetti avrebbero continuato a decadere, poiché l'arenaria si decompone facilmente.

### Proposta di patrimonio mondiale dell'UNESCO
Intorno al 2008 Harbison affermò che le croci di Monasterboice potevano probabilmente essere considerate il più grande contributo dell'Irlanda alla scultura europea. Nell'aprile 2009 The Irish Times ha riferito che il governo irlandese stava per presentare un elenco di siti, tra cui Monasterboice, all'UNESCO per essere considerato patrimonio dell'umanità.

## Descrizione

### Lato est
- Pannello 1. Questo pannello raffigura i due santi eremiti Antonio e Paolo di Tebe che reggono un pezzo di pane con un corvo seduto a terra accanto a loro. Questo pannello è correlato al Pannello 1 del Lato nord che mostra l'incontro tra Antonio e Paolo.[13]
- Pannelli 2-3-4-5. Questi quattro pannelli, che circondano il centro della croce, sono coperti di motivi decorativi tipici dell'arte celtica: forme geometriche in spirali ed intrecci.
- Pannello 6. Non è chiaro cosa rappresenti questo pannello. J. Romilly Allen ha proposto che questo pannello possa rappresentare un'anima portata in cielo da due angeli.[14] Macalister riteneva possibile che il pannello rappresentasse l'angelo della registrazione.
- Pannello 7. Giudizio universale. Il pannello contiene più di 45 elementi. Al centro, Gesù in piedi tiene nella mano destra uno scettro fiorito e nella sinistra la Croce della Risurrezione. Sulla testa di Cristo c'è un uccello, forse una fenice, simbolo della risurrezione. Ai piedi di Cristo c'è una piccola figura inginocchiata con un libro aperto sopra la testa.[14] Macalister lo interpreta come un angelo con il Libro della vita.[15] Alla destra di Cristo c'è Davide in trono che suona un'arpa sulla quale riposa lo Spirito Santo sotto forma di colomba. Dietro il re, un coro di angeli suona strumenti. Alla sinistra di Cristo ci sono le anime perdute, scacciate da una creatura diabolica che tiene un tridente.[14]
- Pannello 8. Il pannello mostra tre figure: l'Arcangelo Michele, il Diavolo e un essere umano. Michele è raffigurato mentre pesa l'anima di un uomo su una bilancia sospesa ad una catena sopra una traversa. Il Diavolo giace prostrato in basso, intento a tentare di abbassare la bilancia vuota per influenzarla a suo favore. Michele tiene anche un bastone e lo sta conficcando nella testa del diavolo.[14][16] Macalister affermò che questa scena non è registrata su alcun'altra alta croce irlandese.[17]
- Pannello 9. Adorazione dei Magi. Di solito i Magi sono rappresentati come tre, a causa dei loro tre doni di oro, incenso e mirra. Tuttavia, in alcuni casi, probabilmente per motivi di simmetria, sono anche raffigurati in un gruppo di quattro, come in questo pannello, guidati da San Giuseppe, il Promesso Sposo dalla barba lunga e anziano.[18] Sopra la testa di Cristo c'è la Stella di Betlemme.[19]
- Pannello 10. Mosè attinge l'acqua dalla roccia. Mosè è raffigurato in piedi con un bastone, di fronte a una folla di israeliti assetati, mentre l'acqua sgorga da un buco. È probabile che le due file di israeliti mostrino le persone in piedi l'una accanto all'altra; e questo è un altro esempio del problema della prospettiva in tali incisioni. La scena è scelta per la sua applicazione tipologica neotestamentaria, poiché Cristo è la roccia spirituale, la sorgente dell'acqua viva. Il soggetto è frequente nelle catacombe paleocristiane ma è molto raro nell'arte insulare.[20]
- Pannello 11. Davide e Golia. È probabile che i due combattenti in piedi al centro del pannello siano in primo piano; c'è una figura su entrambi i lati dei combattenti probabilmente per garantire l'effetto "sfondo". Davide ha un bastone da pastore su una spalla e nell'altra mano tiene una fionda, aperta per mostrare che la pietra è già stata lanciata. Sulla sua spalla è sospeso un borsello in cui conservare le pietre. Golia è raffigurato in ginocchio, con una mano sulla fronte, a indicare che è stato colpito lì. Indossa un elmo conico ed è l'unico personaggio della Croce a indossare un copricapo. Porta uno scudo rotondo e una daga. A sinistra dei due combattenti c'è una figura seduta, probabilmente il re Saul, parimenti armato di scudo rotondo e daga ma intento a bere da un corno. La quarta figura, a destra dei combattenti, è, secondo Macalister, Gionatan ma potrebbe anche essere lo scudiero di Golia.[21]
- Pannello 12. Contiene due scene: il Peccato originale (sx) e Caino e Abele (dx). A sinistra, Adamo ed Eva sono in piedi sotto l'albero proibito, carico di frutti e con attorcigliato il serpente che sussurra all'orecchio di Eva mentre porge la mela ad Adamo. Secondo Macalister, è uno dei soggetti più comuni nelle croci alte anche se è assente nella croce più alta di Monasterboice. A destra, Caino, rappresentato come un uomo di mezz'età barbuto, afferra Abele, raffigurato come un giovane imberbe, e gli conficca una mannaia in testa.[22]
- Pannello 13. Il pannello mostra due animali che giocano tra loro; Macalister li ritenne dei leoni.[23]
- Pannello 14. Il pannello mostra due uomini che lottano.

#### PannelliAeB
Questi pannelli appaiono sul lato inferiore della croce.
- Pannello B. Questo pannello si trova sul lato inferiore di uno dei bracci della croce. Mostra una mano circondata da nuvole stilizzate: la Mano di Dio, o Dextra Dei, che è stata a lungo usata come simbolo cristiano. Con pochissime eccezioni, fu solo intorno al XII secolo che gli artisti iniziarono a raffigurare Dio in forma umana. Prima di allora, era normale rappresentare Dio come una mano uscente dalle nuvole. Secondo Macalister questa scena non ha alcun collegamento con le altre scolpite sulla croce ma serve intenti scenografici: trovandosi sul lato inferiore del monumento, è in piena vista per gli astanti che se la ritrovavano sopra la testa.[24] La Mano Rossa dell'Ulster può essere basata su un motivo mitologico; tuttavia, può anche essere basato sulla Dextra Dei.

### Lato ovest
- Pannello 1a. Mosè sul Monte Sinai, con Aronne e Hur che sostengono le sue mani.[25]
- Pannello 1b. Il pannello raffigura due uccelli appena sopra la testa di Cristo e sembrano avere la funzione di allontanare il Male, con i loro colli intrecciati quasi a bloccare il passaggio dei serpenti raffigurati nel sottostante Pannello 6.
- Pannelli 2-3-4-5. Questi quattro pannelli, che circondano il centro della croce, sono coperti da animali legati tra loro da schemi circolari: sopra degli uccelli e sotto dei serpenti, a suggerire che il Cristo nel Pannello 11 scacci il male. Quest'intrecci sono cari all'oreficeria celtica e gli uccelli sono simili a quelli presenti sulla spilla di Tara. L'anello potrebbe essere un'interpretazione del cosmo il cui epicentro è la Crocifissione. Il cerchio ha necessariamente una connotazione religiosa perché circonda la scena più cruciale della religione cristiana.
- Pannelli 6 e 9. Questi due pannelli sono coperti da intrecci di serpenti, forse un'allegoria del Male.
- Pannelli 7 e 8. Questi due pannelli sono coperti da intrecci di spirali geometriche.
- Pannello 10. Il triplice rinnegamento. San Pietro, circondato da un gruppo di persone, beve accanto al fuoco dove ha misconosciuto Cristo durante la Passione. Il gallo, figura emblematica in questo brano neotestamentario, è assente.
- Pannello 11. Crocifissione di Gesù. La figura centrale è Cristo sulla croce. È completamente vestito, il che è normale nelle rappresentazioni europee della Crocifissione in questa data. Le sue braccia sono tese dritte e orizzontali. Il portatore di lancia e il portatore di spugna sono posti simmetricamente ai suoi lati. MacAlister pensava che le due manopole circolari che compaiono tra loro e Cristo rappresentassero probabilmente il sole e la luna, riferendosi all'oscurità della Crocifissione, ma gli sfuggì il significato dell'uccello ai piedi della croce: secondo alcuni un simbolo della risurrezione e secondo altri la Colomba dello Spirito Santo. C'è un uccello simile sopra la Crocifissione nella Croce di Kells. All'esterno del portatore di lancia e del portatore di spugna ci sono due piccole figure: una donna e un uomo inginocchiato su un ginocchio, probabilmente la Vergine Maria e Giovanni.[26]
- Pannello 12. Risurrezione di Gesù. Cristo è rappresentato sopra il suo sepolcro, sorretto da due angeli alati. Sotto di lui, guardie armate di spade custodiscono la sua tomba.
- Pannello 13. MacAlister interpretò il pannello come la Grande Missione del Cristo ascendente agli Apostoli. La figura centrale (Cristo) è seduta; tra i suoi piedi compare uno sgabello a forma di testa d'animale. Passa un rotolo alla figura a sinistra e porge un libro alla figura a destra che secondo MacAlister è Giovanni in virtù dell'aquila mostrato sopra la sua testa.[27]
- Pannello 14. Questo pannello presenta tre figure. La figura centrale ha la mano alzata in segno di benedizione. La figura a sinistra allunga il dito e tocca il lato della figura centrale. MacAlister lo interpreta come L'incredulità di Tommaso, soggetto unico tra le croci irlandesi seppur comune nell'arte cristiane altomedioevale.[28]
- Pannello 15. Questo pannello mostra tre uomini; si pensa che rappresenti l'Arresto di Gesù nei Getsemani. Cristo, al centro, regge un bastone e viene arrestato da due uomini con equipaggiamento militare. Una rappresentazione simile si trova sulla Croce del re Flann a Clonmacnois.[28]
- Pannello 16. Il pannello raffigura due gatti.
- Pannello 17. Il pannello raffigura dei segni zodiacali.
- Pannelli 18 e 19. I due pannelli sono decorati con motivi a interlaccio.[18]
- Pannelli A e B. V.si descrizione Lato est.

### Lato nord
- Pannello 1. Il pannello raffigura l'incontro tra San Paolo di Tebe e Sant'Antonio nel deserto. I due santi portano ciascuno un bastone che incrociano davanti a loro. Possiamo vedere un corvo che vola sopra di loro e un calice posto tra di loro. Questo pannello è correlato al Pannello 1 del Lato est.[13]
- Pannelli 2-3-4. I tre pannelli sono decorati da motivi geometrici intrecciati.
- Pannello 5. Non è chiaro cosa dovrebbe rappresentare questo pannello. Sono raffigurati tre angeli, una figura seduta che regge qualcosa di inintelligibile e altre due figure, una delle quali sembra non drappeggiata, che reggono delle bacchette. MacAlister ha azzardato possa trattarsi della Flagellazione di Cristo.[29]
- Pannelli 6 e 8. I due pannelli sono decorati da motivi geometrici intrecciati.
- Pannello 7. Un traforo composto da tre teste circondate da due serpenti arrotolati.
- Pannelli 9-10-11. I tre pannelli hanno decorazioni simili ai Pannelli 2-3-4.
- Pannello 12. Il pannello raffigura due uomini barbuti sedute a terra che si tirano la barba l'un l'altro - i c.d. "tiratori di barba".
- Pannello 13. Il pannello raffigura un centauro circondato da cavalieri.
- Pannelli 14 e 15. Si ripetono le decorazioni ad interlaccio degli altri lati del basamento.

### Lato sud
- Pannello 1. Il pannello mostra un cavaliere, e sopra un modello di spirali molto malandato che è difficile da distinguere. MacAlister ha proposto che questo pannello potesse rappresentare uno dei cavalieri mistici descritti nel Libro dell'Apocalisse.[25]
- Pannello 5. Il pannello raffigura Pilato che si lava le mani[29][30] come descritto nel Vangelo di Matteo.
- Pannello 6. Il pannello mostra una mano è intagliata come parte della scena. Si ritiene simboleggi il potere e la benedizione del Creatore ai personaggi raffigurati. Questa scena non ha alcuna relazione apparente con gli altri pannelli ma secondo Macalister è un messaggio per gli spettatori, al livello del cui sguardo si colloca, come la Mano di Dio sul Pannello B.[24]
- Pannelli 7 e 8. I due pannelli raffigurano tre ritratti di uomini dai volti espressivi circondati da serpenti mostruosi, con orecchie e code di pesce.
- Pannello 9. Il pannello mostra un intreccio di spire. In sei spire c'è un animale che solleva le zampe posteriori. Le zampe posteriori dei due animali centrali si intrecciano intorno a un traforo al centro del pannello. Nella parte superiore del pannello ci sono due uccelli che si nutrono.[31]
- Pannello 10. Il pannello è decorato da motivi intrecciati a forma di spirale.
- Pannello 11. Il pannello è decorato da motivi intrecciati con otto uomini.
- Pannello 12. Il pannello del basamento raffigura due mostri con facce semi-umane, gambe corte ed i corpi incrociati.[18]

### Basamento
La base della croce è un tronco di piramide forato in alto per inserirvi la croce e sorreggerla. Anche se danneggiata dall'erosione nel tempo, la base presenta ancora alcuni pannelli decorati analizzabili. Se ne desumono considerazioni critiche sul miscuglio di arte carolingia ed arte celtica che traspare dall'intreccio di animali, creature ed uomini che affiorano dal basamento ed il cui significato rimane piuttosto misterioso.
Il basamento rappresenta su ogni lato la dicotomia amore-odio. Sul lato nord, ci sono due uomini con i capelli lunghi e la barba lunga ispirati al Libro di Kells: forse un simbolo di discordia/disaccordo. Specularmente, il Lato sud presenta invece due gatti schiena-a-schiena, nella posizione che suggerisce l'amore nei leoni secondo Il Fisiologo e quindi la concordia, opposta al lato precedente. Per quanto riguarda il Lato est, contiene due animali di diverse dimensioni: il più grande sembra giocare con l'orecchio del compagno mordendolo, una scena che suggerisce più amore che odio e più pace che guerra, anche se questi animali potrebbero essere nemici. Sul Lato ovest ci sono due gatti seduti di profilo con la testa rivolta in avanti: quello a destra tiene un uccello tra gli artigli, come se stesse per divorarlo, e i due felini potrebbero quindi rappresentare la vita e la morte, l'amore e l'odio o anche il bene e il male.

## Analisi critica

### Stilemi decorativi celtici
Le decorazioni di tipo geometrico care all'arte celtica sono di tre tipologie: spirale, intreccio e motivi a forma di chiave.
 
Nella Croce di Muiredach:
- l̇a decorazione a spirale, la primissima forma di arte celtica geometrica, comparsa alla metà del periodo precristiano, è scarsamente rappresentata. Le spirali presenti sono delle "S" o delle "C" incurvate attorno a un nucleo che il più delle volte è il centro della spirale stessa. Esiste una varietà infinita di disegni a spirale ma il miglior esempio è il Pannello 10 del Lato sud;[32]
- la decorazione ad intreccio si sviluppò alla fine del XIII secolo sotto forma di motivi a greche già presenti nei mosaici romani. Un intreccio è costruito diagonalmente da un motivo a tasti che taglia le corde collegate a sé stesse in modi diversi;
- i motivi a forma di chiave sono costruiti sulla stessa base geometrica dell'intreccio tranne che le linee girano in modo da evitare l'intersezione.

I temi ricorrenti sono molto spesso immaginari, con creature grottesche che molto spesso somigliano a animali mostruosi. Il disegno frontale risente chiaramente della mancanza di prospettiva.

### Raffigurazione di animali
Alcuni animali rappresentano i segni dello Zodiaco, una pratica insolita nella scultura irlandese, essendo più un'usanza pagana e che si troverebbe di più sugli architravi delle porte delle chiese normanne. Probabilmente suggerisce la volta del cielo e il mondo a cui appartiene, o forse il volo del tempo, evocando così la morte inevitabile e il Giudizio Universale. Alcuni segni dello zodiaco sono facilmente identificabili, come il leone, il toro, l'ariete, il sagittario (reso come metà-uomo e metà-toro) (Pannello 10) e forse il cancro sul Pannello 11. Questi animali sono intrecciati con altre figure: es. il cavaliere sul Pannello 12.
C'è anche l'immagine poetica d'un uccellino appollaiato sull'arpa di un menestrello. La parte sinistra del Lato est della Croce rappresenta sicuramente il Paradiso, la destra è l'Inferno. In effetti, il canto degli uccelli spesso simboleggia il paradiso nel folclore irlandese.

### Costumi
Possiamo vedere nelle incisioni una scelta di vari costumi. Ci sono molti ornamenti antichi, come l'elmo conico di Golia, Cristo che indossa un lungo mantello. In effetti, personaggi importanti come santi o eroi mitologici indossano molti ornamenti (catene d'oro, pietre, spade, scettri ...) e gli abiti differiscono a seconda della classe sociale. Quindi, possiamo distinguere tra schiavi, soldati e altre personalità. Possiamo immaginare che fosse decorato con più colori, più o meno ricchi a seconda dell'importanza dei personaggi. Ma il dettaglio più significativo è la rappresentazione della Spilla di Tara sul mantello di Gesù, che ricorda che questa croce è soprattutto una croce celtica.

### Armi
Alcune delle armi che compaiono sulla Croce rimangono sconosciute oggi: es. il curioso coltello a forma di ascia con cui Caino uccise Abele. Questo coltello sembra una specie di ascia da potatura e ricorda la falce dell'Irlandese raffigurato da Durer in un'incisione del 1521. Quattro scanalature sul retro della lama sono indizi per dire che l'arma è stata montata in più parti. La roncola è uno strumento abbastanza comune che ha sempre presentato una curvatura a livello della lama. In questa incisione sono rappresentati anche un corto pugnale con un pomo come manico e uno scudo circolare. Questo è il normale equipaggiamento militare nelle figure della Croce ma nessun esempio di tali armi sembra essere sopravvissuto.

### Strumenti musicali
Tre figure compaiono tra i santi nella scena del Giudizio Universale (Lato est, Pannello 7) sono rappresentate alla guida di un coro. La prima ha un'arpa, la seconda una tromba e la terza sembra cantare mentre cerca con il dito le parole sulla pagina di un libro. L'angelo seduto accanto al Signore nel Giudizio Universale sembra suonare una doppia tromba. Questa orchestra può essere paragonata a quella eseguita ad Archattan, nel Argyll (Scozia). Qui, tre uomini in costume con cappuccio sopra la testa suonano strumenti musicali: la prima suona l'arpa, la seconda la cornamusa e la terza delle percussioni. L'arpa è costituita da un telaio triangolare chiamato "tavola armonica" abbastanza piccolo da essere posizionato sulle ginocchia del musicista e un totale di 7 o 8 corde ben visibili.